# Зидан, Фади
Фади Зидан (араб. فادي زيدان‎; род. 2 июня 1993, Хайфа) — палестинско-израильский футболист, нападающий.

## Клубная карьера
3 февраля 2022 года подписал контракт с израильским клубом «Хапоэль» Ришон-ле-Цион.
4 августа 2022 года стал игроком бахрейнского клуба «Аль-Хидд».
27 января 2023 года перешёл в казахстанский клуб «Жетысу».

## Карьера в сборной
2 сентября 2021 года дебютировал за сборную Палестины в товарищеском матче со сборной Кыргызстана (0:1).

## Достижения
«Таражи Вади Аль-Нес»
- Серебряный призёр Западного берега: 2013/14

«Ахли Аль-Халел»
- Обладатель Кубка Палестины: 2015

## Клубная статистика
| Игровая карьера | Игровая карьера         | Игровая карьера | Лига | Лига | Кубок | Кубок | Межд. | Межд. | Др. | Др. |
| --------------- | ----------------------- | --------------- | ---- | ---- | ----- | ----- | ----- | ----- | --- | --- |
| 2018/19         | Хапоэль (Кфар-Сава)     | Б               | 14   | 1    | —     | —     | —     | —     | —   | —   |
| 2019/20         | Хапоэль (Рамат-Ган)     | Б               | 34   | 10   | —     | —     | —     | —     | —   | —   |
| 2020/21         | Хапоэль (Умм-эль-Фахм)  | Б               | 4    | 0    | —     | —     | —     | —     | —   | —   |
| 2020/21         | Хапоэль (Рамат-Ган)     | Б               | 13   | 1    | —     | —     | —     | —     | —   | —   |
| 2021            | Торпедо (Кутаиси)       | А               | 32   | 8    | 1     | 0     | —     | —     | —   | —   |
| 2021/22         | Хапоэль (Ришон-ле-Цион) | Б               | 15   | 4    | —     | —     | —     | —     | —   | —   |
| 2023            | Жетысу                  | А               | 6    | 0    | —     | —     | —     | —     | —   | —   |